# RP (complexité)

Inclusions de classes de complexité probabilistes.

En informatique théorique, plus précisément en théorie de la complexité, la classe RP (Randomized Polynomial time) est la classe de complexité des problèmes de décision pour lesquels il existe une machine de Turing probabiliste, en temps polynomial, qui refuse toutes les instances négatives et accepte les instances positives avec une probabilité supérieure à 1/2.  

## Définition

### Une première définition
La classe RP est l'ensemble des problèmes, ou de façon équivalente des langages, pour lesquels il existe une machine de Turing probabiliste en temps polynomial qui satisfait les conditions d'acceptation suivantes :
- Si le mot n'est pas dans le langage, la machine le rejette.
- Si le mot est dans le langage, la machine l'accepte avec une probabilité supérieure à 1/2.

On dit que la machine « ne se trompe que d'un côté »[réf. nécessaire].

### Définition formelle
Pour un polynôme {\displaystyle T} en la taille de l'entrée {\displaystyle n}, on définit {\displaystyle RTIME(T(n))}, l'ensemble des langages {\displaystyle L} pour lesquels il existe une machine de Turing probabiliste {\displaystyle M_{L}}, en temps {\displaystyle T(n)}, telle que pour tout mot {\displaystyle x} : 
- {\displaystyle x\notin L\Rightarrow Pr(M_{L}(x)=0)=1} .
- {\displaystyle x\in L\Rightarrow Pr(M_{L}(x)=1)\geq {\frac {1}{2}}}.

Alors on peut définir RP comme : {\displaystyle RP=\cup _{p\in \mathbb {N} }RTIME(n^{p})}.

### Le rôle de la constante
La constante 1/2 est en fait arbitraire, on peut choisir n'importe quel nombre (constant) entre 0 et 1 (exclus). 
L'idée est qu'en faisant le calcul indépendamment un nombre polynomial de fois {\displaystyle p(n)}, on peut faire chuter la probabilité d'erreur à {\displaystyle \left({\frac {1}{2}}\right)^{p(n)}} dans le cas {\displaystyle x\in L} (tout en gardant une réponse sûre dans le cas {\displaystyle x\not \in L}).

## La classe co-RP
La classe co-RP est l'ensemble des langages, pour lesquels il existe une machine de Turing probabiliste en temps polynomial qui satisfait les conditions d'acceptation suivantes :
- Si le mot est dans le langage, la machine l'accepte.
- Si le mot n'est pas dans le langage, la machine le rejette avec une probabilité supérieure à 1/2.

(Même remarque sur la constante)

## Relations avec les autres classes

### Avec les classes "classiques"
On a la relation suivante avec les classes P et NP : {\displaystyle P\subseteq RP\subseteq NP}
Remarquons que cette classe n'est plus intéressante si P=NP.
Valiant et Vazirani ont démontré que {\displaystyle NP\subseteq RP^{USAT}}où USAT est le problème SAT, où on promet que la formule booléenne en entrée admet au plus une solution. L'oracle à USAT fonctionne comme suit : il répond positivement sur des formules qui ont exactement une unique solution, il répond négativement sur des formules sans solution, et il répond de manière arbitraire sur les autres formules.

### Avec les autres classes probabilistes
Les inclusions suivantes mettent en jeu les classes ZPP et BPP.
{\displaystyle ZPP\subseteq RP\subseteq BPP}
Cela vient directement des définitions : ZPP est l'intersection de RP et co-RP et BPP a des conditions d'acceptation moins contraignantes (erreur « des deux côtés »).

## Problèmes dans RP et co-RP
Les problèmes de RP sont des problèmes pour lesquels il existe un algorithme probabiliste qui satisfait les conditions décrites plus haut.
Par exemple le problème de savoir si un entier est premier est dans co-RP grâce au test de primalité de Miller-Rabin. En fait, ce problème est même dans P, grâce au test de primalité AKS.
Un problème de co-RP qui n'est pas connu comme étant dans P est le problème polynomial identity testing, qui consiste, étant donné un polynôme multivarié sous une forme quelconque, à décider s'il est identiquement nul ou non. Grâce au lemme de Schwartz-Zippel, on peut reconnaître les polynômes nuls avec une bonne probabilité en les évaluant en un petit nombre de points.

## Histoire
Cette classe a été introduite par J. Gill dans l'article Computational complexity of probabilistic Turing machines (Gill 1977).